# رینگت
رینگت (به انگلیسی: Ringette) ورزشی است که بر روی یخ انجام می‌شود و از این لحاظ به هاکی روی یخ شبیه است. در واقع تفاوت‌های این بازی با هاکی روی یخ این است که: توپ این بازی حلقه مانند و دستهٔ بازی نیز دارای تفاوت‌هایی از جمله دارای وزنی کم‌تر با پایانی صاف می‌باشد. رینگت از سختی و خشونت کم تری نسبت به هاکی روی یخ برخوردار است. این ورزش در درجهٔ اول مخصوص بانوان می‌باشد.

## تاریخچه
این ورزش ابتدا  در سال ۱۹۶۳ در اسپانولا ، انتاریو ، سپس در ایالات متحده ، فنلاند ، سوئد و فرانسه رواج پیدا کرد. در کانادا ، یک دوره مسابقات سالانه کشوری با نام مسابقات قهرمانی رینگت کانادا برگزار می شود. این ورزش همچنین در بازی های زمستانی کانادا نیز درج شده است.
رینگت در سال ۱۹۶۳ توسط انجمن کارگردانان تفریحی شمال انتاریو (NORDA) به رهبری دو بنیانگذار آن، سام جکس ، از وست فریس ، انتاریو ، مدیر پارکها و تفریحات شهر North Bay ، انتاریو و میرل رد مک کارتی ، مدیر تفریحی شهر اسپانولا ، انتاریو اختراع شد.